# Gottlieb Wernsdorf I.
Gottlieb Wernsdorf I. (* 8. August 1717 in Wittenberg; † 22. Januar 1774 in Danzig) war ein deutscher Pädagoge, Rhetoriker und Autor.

## Leben
Als Sohn von Gottlieb Wernsdorf dem Älteren geboren, besuchte er in Merseburg die Schule, ging nach dem Willen des Vaters, der ihn bereits am 1. Mai 1719 in die Matrikel der Universität eingeschrieben hatte, zum Studium an die Universität Wittenberg, wo er am 30. April 1738 den philosophischen Magistergrad erwarb, erhielt am 27. April 1739 die Lehrerlaubnis an der philosophischen Fakultät und fand am 13. Oktober 1742 Aufnahme als Adjunkt der philosophischen Fakultät.
1743 wurde er an das Akademische Gymnasium Danzig als Professor der orientalischen Sprachen berufen. 1744 heiratete er Elisabeth Johanna Verpoorten, die Tochter von Albrecht Verpoorten, Rektor des Danziger Gymnasiums und gleichzeitig Pastor der Dreifaltigkeitskirche in Danzig. 1748 wechselte Wernsdorf zur Professur der Beredsamkeit und Dichtkunst. Während dieser Jahre setzte er sich für die Entwicklung des Gymnasiums ein und erwarb sich dabei große Verdienste. Einen Namen hat er sich damals mit seinen Schriften gemacht, von denen seine kritischen Ausgaben der griechischen Gedichte des Manuel Philes (Leipzig 1768, Danzig 1773) und die Reden des Sophisten Himerios (Göttingen 1790) hervorzuheben sind. Daneben ist zu erwähnen, dass er 1754 in Danzig die „Actus solennes“ anregte und an Winterabenden kostenlose Vorlesungen über Geographie für alle Bevölkerungsschichten gab.
1745 wurde er zum auswärtigen Mitglied der Königlich Preußischen Sozietät der Wissenschaften gewählt.